# Union des droites pour la République
Ne doit pas être confondu avec le parti de droite gaulliste Union des démocrates pour la République .
Pour les articles homonymes, voir UDR.
L'Union des droites pour la République (UDR), anciennement Les Amis d'Éric Ciotti (Association des Amis d'Éric Ciotti, À droite ! Les Amis d'Éric Ciotti, ADAEC), est un parti politique d’extrême droite fondé en 2012 par Éric Ciotti. Il prend son nom après le conflit interne aux Républicains et à la suite des élections législatives de 2024.

## Historique

### Création au sein de l'UMP

Premier logo.

L'Association des Amis d'Éric Ciotti est fondée le 3 septembre 2012 par Éric Ciotti. Son siège social est situé 15, quai des Deux-Emmanuel à Nice. Le parti politique est également nommé « À droite ! Les Amis d'Éric Ciotti »,,,,,. 
En 2021, en vue d’obtenir l’investiture du parti pour l’élection présidentielle, le député des Alpes-Maritimes ambitionne de structurer l'aile droite des Républicains et pose ses conditions aux candidats lors de sa traditionnelle réunion des « Amis d'Éric Ciotti ». Prospectant auprès des nostalgiques de François Fillon, il mobilise la base de données des sympathisants du parti Force républicaine et obtient entre trois et quatre cents demandes d'adhésion à l'« Association des amis d'Éric Ciotti ». Il crée la surprise en arrivant en tête du premier tour, renforcé par de bonnes performances lors de débats télévisés marqués par des thèmes qu’il aime mettre en avant. Bien qu’il échoue au second tour face à Valérie Pécresse, certains considèrent qu’Eric Ciotti a remporté une victoire idéologique en obtenant le soutien d’une grande partie des adhérents des Républicains sur ses positions. 
Candidat à la présidence des Républicains en 2022 lors du congrès, il dévoile son slogan de campagne, « la droite au cœur », lors d'une réunion des « Amis d'Éric Ciotti » en septembre 2022. En 2023, le conseiller départemental du 8e canton et conseiller municipal de Nice Bernard Chaix est vice-président de l'« Association des Amis d'Éric Ciotti ».

### Élections législatives de 2024
À l'occasion des élections législatives de 2024, Éric Ciotti, président contesté du parti Les Républicains, passe un accord avec la direction du Rassemblement national, sans consulter son parti, visant à faire élire  sous l'étiquette LR-RN ses candidats, enregistrés en préfecture avec le nom de son micro-parti À droite ! Les Amis d'Éric Ciotti (ADAEC), les affiches de campagne et professions de foi des candidats portant la mention « Candidat républicain » ou « Républicains à droite » (RAD), telle que cette dernière apparaît depuis le 27 juin sur la façade de sa permanence,,,,. Le ministère de l'Intérieur et des Outre-mer attribue à ces candidats la nuance politique Union de l'extrême droite (UXD), contestée par Éric Ciotti, qui demande un classement en « Union de la droite », dénonçant une « manœuvre scandaleuse ». 64 candidats sont enregistrés à ce titre par la place Beauvau. Parmi ceux-ci moins de la moitié vient du parti LR. D'anciens zemmouristes, des proches de Marion Maréchal ou de Pierre-Édouard Stérin, des chroniqueurs de CNews, Thierry Coudert, un ancien préfet passé par les cabinets de deux ministres socialistes, et Alexandre Humbert Dupalais, un jeune avocat ex-Marcheur de la première heure, complètent la liste des candidats,.  
Lors du premier tour de ces élections Christelle D'Intorni est élue et 60 candidats des Républicains à droite (RAD) ou À droite avec Éric Ciotti (ADAEC) selon la mention sur leur profession de foi sont qualifiés pour le second tour dont 38 sont en tête dans leur circonscription.
Lors du second tour, dix-sept candidats soutenus par Éric Ciotti et le RN sont élus, soit plus que le minimum de quinze députés nécessaire pour former un groupe parlementaire à l'Assemblée nationale. Ces dix-sept députés décident alors de constituer un groupe propre lors de la XVIIe législature de la Cinquième République, nommé « À droite ! ».

### Création de l'Union des droites pour la République (UDR)
Le 31 août 2024, alors que la crise que traverse les LR n’est pas résolue, Éric Ciotti annonce son intention de créer un nouveau parti baptisé « Union des droites pour la République », faisant écho à l’ancien parti gaulliste Union des démocrates pour la République (UDR). Le parti lance le jour même son site internet pour adhérer. Le 12 septembre, le groupe À droite fondé après les élections législatives est renommé groupe UDR. Le 22 septembre, Eric Ciotti annonce à la suite de la nomination du gouvernement Barnier composé de personnalités LR et macronistes sa décision de démissionner de sa fonction de président du parti LR et de quitter le parti, sa décision devient effective le 1er octobre.

## Organisation interne
Bureau au 9 février 2025 :
- Président : Éric Ciotti
- Vice-président délégué : Guilhem Carayon
- Vice-présidents : François Faletti, Alexandre Avril (en), Christelle D’Intorni, Brigitte Barèges, Sophie Vaginay, Claire Geronimi[42]
- Secrétaire générale : Hanane Mansouri
- Secrétaires généraux adjoints : Charles Alloncle, Géraut Verny, Vincent Trébuchet et Théo Michel (en)
- Trésorier : Bernard Chaix
- Délégués généraux : Arnaud Dassier (d) et Antoine Valentin (en)
- Délégués nationaux : Laurent Castillo, Charles Prats, Sébastien Laye (d) et Philippe Fontana (d)

## Résultats électoraux

### Élections législatives
| Année | Premier tour | Premier tour | Second tour | Second tour | Sièges   | Rang | Gouvernement |
| Année | Voix         | %            | Voix        | %           | Sièges   | Rang | Gouvernement |
| ----- | ------------ | ------------ | ----------- | ----------- | -------- | ---- | ------------ |
| 2024  | 1 285 583    | 4,01         | 1 365 568   | 5,01        | 17 / 577 | 7e   | Opposition   |